# 2024년 하계 올림픽 짐바브웨 선수단
2024년 하계 올림픽 짐바브웨 선수단은 2024년 7월 26일부터 8월 11일까지 프랑스 파리에서 열리는 2024년 하계 올림픽에 참가한 올림픽 짐바브웨 선수단이다.

## 출전 선수
| 종목 | 남자 | 여자 | 전체 |
| ---- | ---- | ---- | ---- |
| 육상 | 3    | 1    | 4    |
| 조정 | 1    | 0    | 1    |
| 수영 | 1    | 1    | 2    |
| 전체 | 5    | 2    | 7    |

## 매달 집계
| 종목 | 1 | 2 | 3 | 합계 |
| 종목 | ' | ' | ' | '    |
| 종목 | ' | ' | ' | '    |
| 종목 | ' | ' | ' | '    |
| 합계 | ' | ' | ' | '    |

## 종목별 성적

### 수영
남자
- 데닐슨 사이프리어노스

여자
- 페이지 판 데르 베스트하위전

### 육상
남자
- 타피와나셰 마카라우
- 아이작 음포푸
- 마카나카이셰 차람바

여자
- 루텐도 냐호라

### 조정
남자
- 스티븐 콕스

## 같이 보기
- 2024년 하계 올림픽